# سالن نمایش شلدون

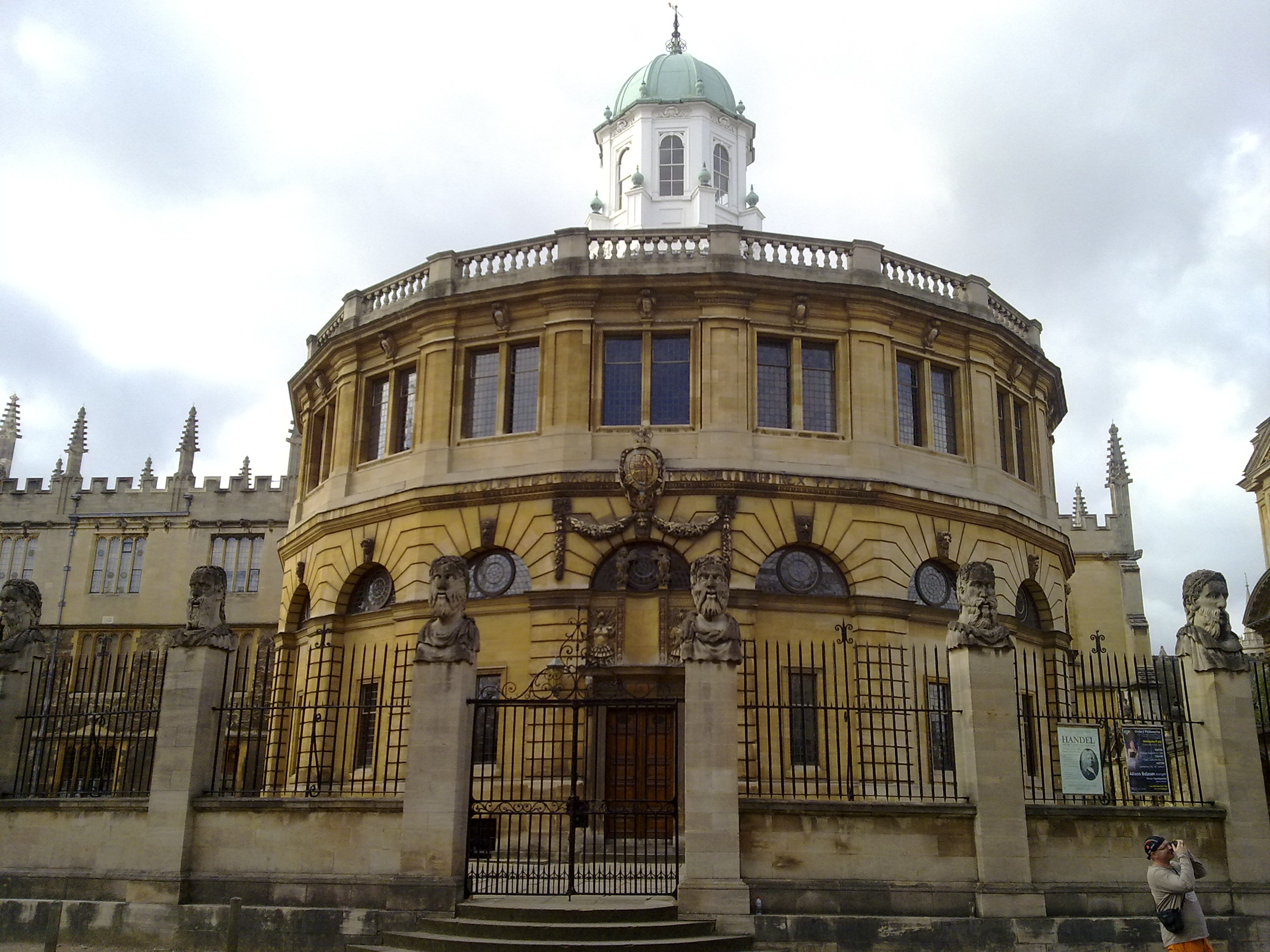

تئاتر شلدونی، (به انگلیسی: Sheldonian Theatre) تئاتر در آکسفورد انگلستان می‌باشد.
این تئاتر بدست کریستوفر رن معمار و دانشمند انگلیسی طراحی و در سال ۱۶۶۴ ساخت آن آغاز گشته و تا سال ۱۶۶۸ میلادی به دراز کشیده شده‌است. این تئاتر به افتخار گیلبرت شلدون (به انگلیسی: Gilbert Sheldon)، رئیس آکسفورد در آن زمان، تئاتر شلدونی نامیده شده‌است.